# Eulophia sylviae
Eulophia sylviae är en orkidéart som beskrevs av Daniel Geerinck. Eulophia sylviae ingår i släktet Eulophia och familjen orkidéer. Inga underarter finns listade i Catalogue of Life.